# Виша класа
Виша класа је израз који означава појединце и друштвене групе који се налазе на врху друштвене хијерархије, односно који су по материјалном богатству и/ли политичком утицају супериорни остатку друштва.
Виша класа се може пронаћи у готово класним, односно цивилизованим друштвима, а у правилу представља његов бројчано најмањи део. Врло често се за њу користи синоним владајућа класа или елита.
Виша класа се кроз историју почела профилисати од појединаца из првобитне заједнице који су од осталих чланова тих заједница истицали физичком снагом, животним искуством или интелектуалним способностима који су им давали ауторитет, а с временом и власт. Уз власт су с временом почеле долазити и разне привилегије, а процес поделе рада и нужност за трајном хијерархијом довео до разних механизама, укључујући наследни положај поглавара, а након тога и других политичких функција.
У цивилизованим друштвима све до пре неколико векова је виша класа имала институционално повлаштен положај, било кроз обичаје, било кроз законе, а он се одржавао кроз друштвено-политичка уређења као што су аристократија, олигархија, монархија и сл. Најбољи пример такве више класе је феудално племство.
У савременим друштвима, која су као своје вредности увеле начело грађанске једнакости, виша класа се више не дефинише по пореклу и институционалним привилегијама, него углавном по материјалном богатству и чланству неких екслузивних организација (више свештенство или највиши органи Партије у комунистичким државама) из кога тек посредно проистиче политички утицај.